# Jesús Martínez de Aragón
 (juin 2023).
La mise en forme du texte ne suit pas les recommandations de Wikipédia : il faut le « wikifier ».
Les points d'amélioration suivants sont les cas les plus fréquents. Le détail des points à revoir est peut-être précisé sur la page de discussion.
- Les titres sont pré-formatés par le logiciel. Ils ne sont ni en capitales, ni en gras.
- Le texte ne doit pas être écrit en capitales (les noms de famille non plus), ni en gras, ni en italique, ni en « petit »…
- Le gras n'est utilisé que pour surligner le titre de l'article dans l'introduction, une seule fois.
- L'italique est rarement utilisé : mots en langue étrangère, titres d'œuvres, noms de bateaux, etc.
- Les citations ne sont pas en italique mais en corps de texte normal. Elles sont entourées par des guillemets français : « et ».
- Les listes à puces sont à éviter, des paragraphes rédigés étant largement préférés. Les tableaux sont à réserver à la présentation de données structurées (résultats, etc.).
- Les appels de note de bas de page (petits chiffres en exposant, introduits par l'outil «  Source ») sont à placer entre la fin de phrase et le point final[comme ça].
- Les liens internes (vers d'autres articles de Wikipédia) sont à choisir avec parcimonie. Créez des liens vers des articles approfondissant le sujet. Les termes génériques sans rapport avec le sujet sont à éviter, ainsi que les répétitions de liens vers un même terme.
- Les liens externes sont à placer uniquement dans une section « Liens externes », à la fin de l'article. Ces liens sont à choisir avec parcimonie suivant les règles définies. Si un lien sert de source à l'article, son insertion dans le texte est à faire par les notes de bas de page.
- La présentation des références doit suivre les conventions bibliographiques. Il est recommandé d'utiliser les modèles {{Ouvrage}}, {{Chapitre}}, {{Article}}, {{Lien web}} et/ou {{Bibliographie}}. Le mode d'édition visuel peut mettre en forme automatiquement les références.
- Insérer une infobox (cadre d'informations à droite) n'est pas obligatoire pour parachever la mise en page.

Pour une aide détaillée, merci de consulter Aide:Wikification.
Si vous pensez que ces points ont été résolus, vous pouvez retirer ce bandeau et améliorer la mise en forme d'un autre article.
Jesús Martínez de Aragón y Carrión
Jesús Martínez de Aragon y Carrión né à Vitoria le 16 février 1899 et mort à Madrid le 9 avril 1937 est un avocat et militaire espagnol ayant participé à la Guerre civile.

## Biographie
Né à Vitoria, il appartient à une famille connue de la capitale d'Alava (Pays basque espagnol) : son père, Gabriel Martínez d'Aragon y Urbiztondo, était procureur général de la République, et son frère, José Martínez de Aragon et Carrión était capitaine d'aviation et s'est distingué dans la lutte contre la dictature de Primo de Rivera. Avant que la guerre civile éclate, Martínez de Aragon exerçait quant à lui, la profession d'avocat.
Après le début de la Guerre civile, il a participé à l'assaut à la Caserne de la Montagne de Madrid et a intégré le Cinquième Regiment, où il s'est initialement démarqué dans son organisation[Quoi ?]. Peu après, il prend le commandement de deux colonnes de miliciens  composées par des cheminots de l'UGT et de membres des JSU pour le départ de ces dernières vers Guadalajara, où ils parviennent à soulever quelques forces militaires. 
Mais même si Martinez de Aragon détenait officiellement le commandement, il n'avait de facto que peu de pouvoir et les chefs miliciens locaux agissaient indépendamment de ses ordres. Le comandant Martínez de Aragon a abandonné le front Sigüenza le 8 octobre pour rentrer à Madrid et chercher de renforts, mais il du revenir à Sigüenza car les forces nationalistes étaient en train de gagner la bataille.
À la mi-octobre il a reçu le commandement de la 2eBrigade Mixte, qui s'est formée à Ciudad Real à partir de milices d'Estremadure, de milices ferroviaires, et de forces militaires de la garnison de Madrid. À la tête de cette unité, il a participé à la Défense de la capitale, notamment lors de la Bataille de la Cité Universitaire de Madrid. Après être intervenu dans un grand nombre de combats, la brigade fût défaite et a dû être réorganisée. Entre le 9 et le 14 avril 1937, elle a participé à divers assauts sur la Colline Garabitas desquels elle s'en est sorti avec des nombreuses pertes, et notamment Martínez de Aragon qui meurt le 9 avril 1937. Il sera ensuite remplacé par la chef d'un des bataillons, le majeur de milices José Galicien Pérez.